# Flèche d'Orient
Flèche d'Orient est un roman de Paul Morand paru aux éditions Gallimard en 1932.

## Résumé
Dans les années 1930 l'aviation commerciale, si elle demeure parfois une aventure, permet d'établir des lignes régulières. 
Le prince Dimitri Koutoucheff, riche émigré russe vivant à Paris, parfaitement intégré à la société française, parie avec les membres de son club aristocratique et cosmopolite qu'un trajet aérien Paris-Bucarest d'une seule traite est impossible. Le perdant doit effectuer lui même le voyage comme passager et rapporter un kilo de caviar frais à ses compagnons. 
Le prince perd son pari et s'embarque aussitôt pour la Roumanie. Là il croise à l'hôtel une vieille connaissance, Basile Zafiresco, flanqué d'un inquiétant et troublant chanteur tzigane, Ionica. Tous deux entraînent Dimitri, dans un voyage initiatique, de plus en plus profondément au cœur du delta du Danube pour y acheter le caviar que le prince doit rapporter à Paris. 
Troublé par les chants russes de Ionica, par la proximité de son pays natal, par l'atmosphère d'une petite église orthodoxe, Dimitri se fait conduire à la frontière par un pêcheur et entre en URSS.

## Éditions
Ce roman a été publié chez plusieurs éditeurs.
- Paris, Éditions Gallimard, coll. « Les rois du jour », 1932Édition originale
- Paris, Hachette Livre, coll. « Bibliothèque verte » 1re série, illustrations d'André Pécoud, 1940
- Paris, Éditions Gallimard, coll. « Folio », (no 3152), 1999  (ISBN 978-2-07-040703-3)